# Pływanie na Letnich Igrzyskach Olimpijskich 1924 – 100 m stylem grzbietowym mężczyzn
100 m stylem grzbietowym mężczyzn było jedną z konkurencji pływackich na Letnich Igrzyskach Olimpijskich 1924. Zawody odbyły się w dniach 16-18 lipca. W zawodach uczestniczyło 20 zawodników z 11 państw.

## Rekordy
| Rekord świata     | 1:12,4 | Warren Kealoha | Honolulu (USA)  | 13 kwietnia 1924 |
| Rekord olimpijski | 1:14,8 | Warren Kealoha | Antwerpia (BEL) | 22 sierpnia 1920 |

## Wyniki

### Eliminacje
Dwóch najszybszych zawodników z każdego biegu i najszybszy z trzeciego miejsca awansowało do półfinału.
Bieg 1
| Miejsce | Zawodnik          | Czas   | Kwal. |
| ------- | ----------------- | ------ | ----- |
| 1       | Warren Kealoha    | 1:13,4 | QQ OR |
| 2       | Gérard Blitz      | 1:19,0 | QQ    |
| 3       | James Worthington | 1:23,2 | qq    |
| 4       | Maurice Ducos     | 1:25,0 |       |

Bieg 2
| Miejsce | Zawodnik            | Czas   | Kwal. |
| ------- | ------------------- | ------ | ----- |
| 1       | Károly Bartha       | 1:18,0 | QQ    |
| 2       | John McDowall       | 1:21,8 | QQ    |
| 3       | Aart van Wilgenburg | 1:24,6 |       |
| 4       | Tsunenobu Ishida    | 1:26,0 |       |
| 5       | Georges Paulus      | 1:28,0 |       |
| —       | Henry Luning        | DSQ    |       |

Bieg 3
| Miejsce | Zawodnik          | Czas   | Kwal. |
| ------- | ----------------- | ------ | ----- |
| 1       | Paul Wyatt        | 1:19,4 | QQ    |
| 2       | Émile Zeibig      | 1:22,4 | QQ    |
| 3       | Jean-Pierre Moris | 1:41,2 |       |

Bieg 4
| Miejsce | Zawodnik         | Czas   | Kwal. |
| ------- | ---------------- | ------ | ----- |
| 1       | Austin Rawlinson | 1:18,8 | QQ    |
| 2       | Giyo Saito       | 1:20,2 | QQ    |
| 3       | Pieter van Senus | 1:24,8 |       |

Bieg 5
| Miejsce | Zawodnik      | Czas   | Kwal. |
| ------- | ------------- | ------ | ----- |
| 1       | Sven Thaulow  | 1:24,0 | QQ    |
| 2       | Erik Skoglund | 1:27,4 | QQ    |
| 3       | Viktor Légat  | 1:27,8 |       |
| 4       | Eugène Kuborn | 1:29,0 |       |

### Półfinały
Dwóch najszybszych zawodników z każdego biegu i najszybszy z trzeciego miejsca awansowało do finału.
Półfinał 1
| Miejsce | Zawodnik       | Czas   | Kwal. |
| ------- | -------------- | ------ | ----- |
| 1       | Warren Kealoha | 1:13,6 | QF    |
| 2       | Paul Wyatt     | 1:17,0 | QF    |
| 3       | Károly Bartha  | 1:19,0 | qf    |
| 4       | Giyo Saito     | 1:19,8 |       |
| 5       | John McDowall  | 1:22,0 |       |
| 6       | Erik Skoglund  | 1:26,6 |       |

Półfinał 2
| Miejsce | Zawodnik          | Czas   | Kwal. |
| ------- | ----------------- | ------ | ----- |
| 1       | Gérard Blitz      | 1:19,0 | QF    |
| 2       | Austin Rawlinson  | 1:19,2 | QF    |
| 3       | Émile Zeibig      | 1:23,4 |       |
| 4       | James Worthington | 1:24,2 |       |
| 5       | Sven Thaulow      | 1:24,2 |       |

### Finał
| Miejsce | Zawodnik         | Czas      |
| ------- | ---------------- | --------- |
| 1       | Warren Kealoha   | 1:13,2 OR |
| 2       | Paul Wyatt       | 1:15,4    |
| 3       | Károly Bartha    | 1:17,8    |
| 4       | Gérard Blitz     | 1:19,6    |
| 5       | Austin Rawlinson | 1:20,0    |